# Lamproblatta albipalpus
Lamproblatta albipalpus är en kackerlacksart som beskrevs av Morgan Hebard 1919. Lamproblatta albipalpus ingår i släktet Lamproblatta och familjen storkackerlackor. Inga underarter finns listade i Catalogue of Life.